# Selvagem Grande
Selvagem Grande (Groot wild eiland) is een eiland in de Atlantische Oceaan, in de eilandengroep de Ilhas Selvagens, die deel uitmaakt van het Portugese Madeira.

Selvagem Grande behoort tot het noordoostelijke deel van de Ilhas Selvagens, en tot deze eilandengroep behoren ook de volgende eilanden:
- Ilhéu Sinho
- Palheiro do Mar
- Palheiro de Terra

Het eiland heeft 3 herkenningspunten: de Pico da Atalaia, de Pico des Tomozelos, en de Pico do Inferno. Het eiland heeft 1 inwoner, een opzichter van het Reserva das Selvagens (natuurreservaat van de Selvagens), en een geautomatiseerde vuurtoren, de Farol da Selvagem Grande.
Op het eiland Selvagem Grande komt een ondersoort van de madeirahagedis voor; Teira dugesii selvagensis. Deze ondersoort hier is endemisch; dit wil zeggen dat de hagedis nergens anders ter wereld voorkomt.

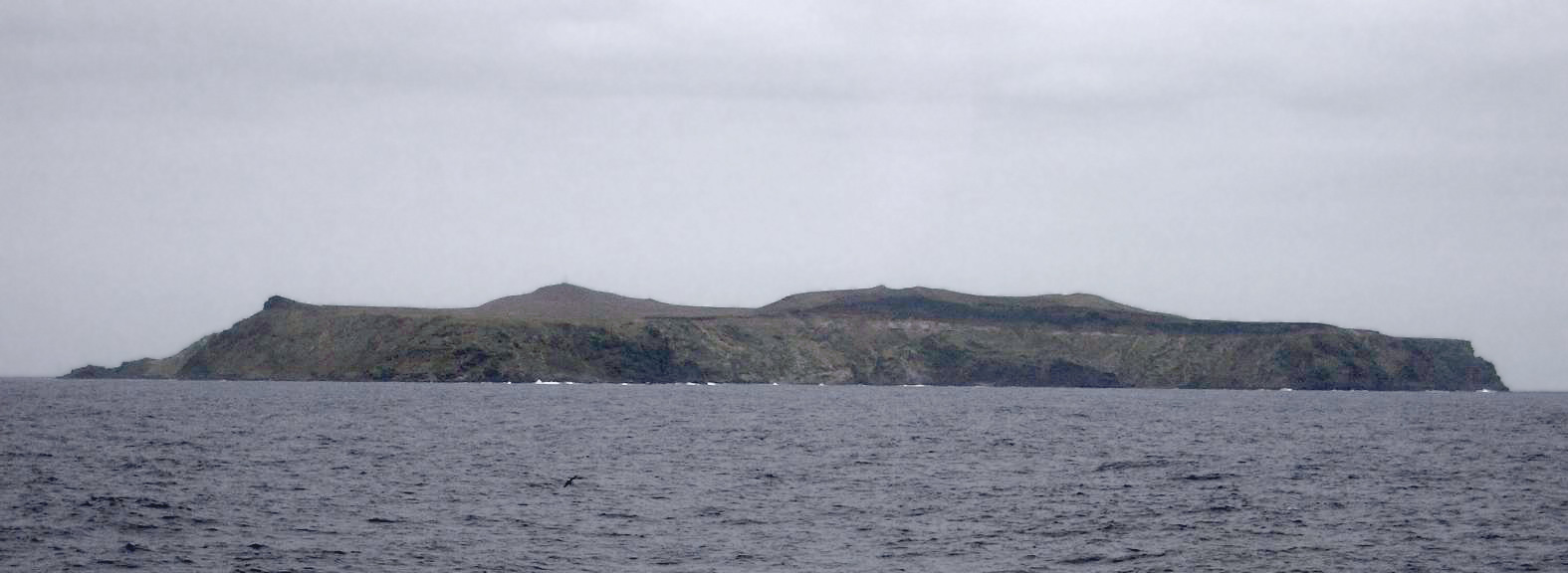
Selvagem Grande